# Torre de rádio de Varsóvia
Torre de rádio de Varsóvia em Konstantynów (c. 1974)
A torre de rádio de Varsóvia (em polaco, Maszt radiowy w Konstantynowie) foi a estrutura mais alta do mundo entre 1973 e 1991, quando desabou. O título de maior estrutura terrestre do mundo foi posteriormente conquistado pelo Burj Khalifa, com 828 m de altura, inaugurado em 4 de janeiro de 2010.
Projetada por Jan Polak, a torre tinha 646,39 m de altura e pesava quase 400 toneladas. Sua construção acabou em 18 de maio de 1973, e as primeiras transmissões foram oficialmente feitas em 30 de julho de 1974.
A torre estava localizada em Konstantynów, Płock, Polônia, e era usada pelo Serviço de Rádio e Televisão de Varsóvia (Centrum Radiowo-Telewizyjne) para transmissões de rádio de ondas longas — 227  kHz até 1 de fevereiro de 1988 e 225 kHz após essa data. Com 120 kV de tensão, ela era isolada do solo, e seus sinais de 2 watts podiam ser recebidos em toda a Europa, no norte da África e até na América do Norte.

## Construção
A torre de rádio de Varsóvia era feita de tubos de metal e tinha formato de triângulo. Cada lado media 7,8 m. Os tubos de metal tinham 245 mm de diâmetro, e a espessura das suas "paredes" variava entre 8 e 34 mm, de acordo com a altura. A torre era formada por 86 blocos, cada um medindo cerca de 7,5 m de altura.
Os cabos de suporte — cada um com 50 milímetros (5 cm) de diâmetro — prendiam-se à torre em cinco níveis diferentes e eram ligados a isolantes eléctricos. O peso dos cabos e dos isolantes chegava a 80 toneladas.
Para facilitar o acesso aos componentes da torre, em sua parte central foi instalado um elevador, que alcançava 0,35 m/s (1,26 km/h). Uma viagem até o topo da torre durava 30 minutos.
Dois transmissores, cada um com potência de 1 000 kW, ocupavam 17 000 m3.

## História
Em 8 de agosto de 1991, às 16 horas UTC, a torre de rádio de Varsóvia desabou, devido a um erro na troca de cabos de estaiamento na parte mais alta da torre. Ninguém morreu ou ficou ferido, embora algumas fontes tivessem incorrectamente afirmado o contrário.
Depois do desabamento, a emissora que utilizava a torre passou a usar a antiga torre de Raszyn, com 335 m de altura, próximo a Varsóvia, transmitindo na frequência de 225 kHz. Com 500 kW, o transmissor já era usado desde 1978 durante a manhã, para a transmissão de um segundo programa da emissora na frequência de 198 kHz.
Como não era possível transmitir em 198 kHz e 225 kHz ao mesmo tempo, as transmissões em 198 kHz foram temporariamente canceladas, até que um novo transmissor de alta frequência fosse construído ou até que fosse instalado em Raszyn um interruptor especial que permitisse transmissões simultâneas. A última opção poderia afectar a efectividade e a qualidade dos sinais, e portanto foi descartada.
Como os transmissores de longa frequência são importantes para os polacos espalhados pelo mundo, em abril de 1992 o governo polaco já planejava reconstruir a torre em Konstantynow, mas moradores da região foram contra a ideia, e um novo local teve de ser procurado. Uma antiga área militar próxima a Solec Kujawski foi escolhida para a construção.
No lugar de uma única torre, foram construídas duas, a 330 metros de distância uma da outra. A torre mais alta tem 330 m de altura, e a menor 289 m. O transmissor tem 1 000 kW (1 megawatt) de potência e opera numa frequência de 225 kHz. As obras foram realizadas entre 1998 e 1999, e a inauguração ocorreu em 4 de setembro de 1999.
Após a inauguração do Transmissor de alta frequência de Solec Kujawski, o transmissor de Raszyn voltou a operar a 198 kHz, transmitindo os programas da rádio do parlamento.
Após a queda da Torre de Rádio de Varsóvia, a maior estrutura da Polónia passou a ser o Mastro de rádio Olsztyn-Pieczewo, com 360 m de altura, e a maior estrutura do mundo a Torre da KVLY-TV, na Dakota do Norte, Estados Unidos, com 628,8 m.